# Eurekadumpita
L'eurekadumpita és un mineral de la classe dels sulfats. Rep el nom per la localitat tipus, el dipòsit (dump, en anglès) de la mina Centennial Eureka.

## Característiques
L'eurekadumpita és un sulfat de fórmula química (Cu,Zn)16(TeO₃)₂(AsO₄)₃Cl(OH)18·7H₂O. Va ser aprovada com a espècie vàlida per l'Associació Mineralògica Internacional l'any 2009. Cristal·litza en el sistema monoclínic. La seva duresa a l'escala de Mohs es troba entre 2,5 i 3.

## Formació i jaciments
Va ser descoberta a la mina Centennial Eureka, a la localitat d'Eureka, dins el districte de Tintic, al Comtat de Juab, Utah (Estats Units), on sol trobar-se associada a altres minerals com: quars, olivenita, mcalpineïta, malaquita i goethita. També ha estat descrita a les properes mines de Gold Chain, Opohonga i North Star, així com a la mina Trixie, al comtat de Utah del mateix estat nord-americà.